# Santa Ana (Cagayan)
Santa Ana (Bayan ng Santa Ana) är en kommun i Filippinerna. Kommunen ligger på ön Luzon, och tillhör provinsen Cagayan. Folkmängden uppgår till 21 612 invånare.

## Barangayer
Santa Ana är indelat i 16 barangayer.
| - Casagan - Casambalangan (Port Irene) - Centro (Pob.) - Diora-Zinungan - Dungeg - Kapanikian - Marede - Palawig | - Batu-Parada - Patunungan - Rapuli (Punti) - San Vicente (Fort) - Santa Clara - Santa Cruz - Visitacion (Pob.) - Tangatan |